# Rolf Martinsson
Pour les articles homonymes, voir Martinsson.
Rolf Martinsson, né le 1er mai 1956 à Glimåkra dans la commune de Östra Göinge du comté de Scanie en Suède, est un compositeur suédois de musique classique.
Martinsson étudie la composition musicale à l'Académie de musique de Malmö et à l'université de Lund (1981-85) auprès de Brian Ferneyhough, Sven-David Sandström, Hans Eklund, Sven-Eric Johanson, Jan W. Morthenson et Sven-Erik Bäck. Depuis 1987 il enseigne la composition et l'arrangement à la même académie.
En 1980, il est l'un des fondateurs du FUTIM (Föreningen unga tonsättare i Malmö), « Association des jeunes compositeurs de Malmö ». En 1984 il est producteur pour l'UNM (Ung nordisk musik), « Jeune musique scandinave » à Malmö et en 1986 est élu à l'« Association des compositeurs suédois ». Depuis 2002, il est directeur artistique (pour la nouvelle musique) de l'Orchestre symphonique de Malmö. Rolf Martinsson a écrit des morceaux dans de nombreux genres différents tels que la musique pour orchestre, des concertos, de la musique chorale, musique de chambre et de la musique pour le théâtre de radio. Plusieurs pièces ont été commandées par des ensembles suédois et étrangers.

## Compositions notables
- Bridge, Concerto pour trompette no 1, op.47
- A. S. in Memoriam, op. 50.